# アオラレ
『アオラレ』（Unhinged）は2020年のアメリカ合衆国のスリラー映画。監督はデリック・ボルテ、出演はラッセル・クロウとカレン・ピストリアスなど。
ある母子が乗った車にあおり運転を繰り返し続ける謎の男を描いている。

## ストーリー
ルイジアナ州ニューオーリンズ。レイチェルは15歳になる息子カイルと一緒に暮らしていた。そんなある日、車でカイルを学校に送り届ける途中で、レイチェルは前を走っていた車が青信号になっても動き出さないという事態に遭遇した。レイチェルはクラクションで信号が変ったことを伝えようとしたが、それでも車は動かなかったため、やむなく追い越すことにした。ところが、前の車の運転手は追い越しに逆ギレし、真摯な謝罪を求めてレイチェルを追いかけてきた。運転手の行動は徐々にエスカレートしていき、レイチェルは想像を絶する恐怖を味わうことになる。

## キャスト
※括弧内は日本語吹替
- トム・クーパー: ラッセル・クロウ（坂詰貴之） - 運転手。
- レイチェル・フリン: カレン・ピストリアス（英語版）（有賀由樹子） - カイルの母親。離婚歴ありのシングルマザー。職業は美容師。
- カイル・フリン: ガブリエル・ベイトマン（宮島えみ） - レイチェルの息子。
- アンディ: ジミ・シンプソン（片山公輔） - レイチェルの友人で離婚弁護士。
- フレッド: オースティン・P・マッケンジー（英語版）（星野佑典） - レイチェルの弟。
- メアリー: ジュリエンヌ・ジョイナー - フレッドの恋人。
- レオ: スティーヴン・ルイス・グラッシュ - ガソリンスタンドの客でレイチェルをトムから救った男。
- デボラ・ハスケル: アン・レイトン - レイチェルのクライアント。
- ホーマー: マイケル・パパジョン（英語版） - 警察官。
- ロージー: ルーシー・ファウスト（英語版） - レイチェルの隣人。
- エアーズ先生: デヴィン・タイラー

その他の日本語吹替
- 内野孝聡、中村美怜、田島章寛、夏目あり沙、反町有里、石川藍、さがらこうし、三重野帆貴

日本語版スタッフ
- 演出：桐川亜紀、翻訳：荒木小織、調整：東田直子、製作：グロービジョン

## 製作
2019年5月10日、ラッセル・クロウが本作に出演することになったと報じられた。7月15日、本作の主要撮影がルイジアナ州ニューオーリンズで始まると共に、カレン・ピストリアスの起用が発表された。18日、ガブリエル・ベイトマンがキャスト入りした。2020年8月7日、ソル・Bミュージックが本作のサウンドトラックを発売した。
なお、クロウは本作の脚本を初めて読んだ際に「この映画には絶対に出ないぞ」と思ったことを、後に明かしている。

## 公開・興行収入
2019年8月23日、本作の劇中写真が初めて公開された。2020年5月12日、本作のオフィシャル・トレイラーが公開された。7月16日、本作はドイツで封切られた。8月14日、本作は全米299館で限定公開され、公開初週末に60万1032ドル（1館当たり2010ドル）を稼ぎ出し、週末興行収入ランキング初登場2位となった。21日、本作は全米1823館にまで公開規模が拡大され、週末に400万ドルを稼ぎ出し、週末興行収入ランキング1位となった。
当初、本作は2020年8月28日に全米公開される予定だったが、後に公開日は同年9月4日→7月1日→7月10日→7月31日→8月21日と変更されることになった。

## 評価
本作に対する批評家の評価は平凡なものに留まっている。映画批評集積サイトのRotten Tomatoesには198件のレビューがあり、批評家支持率は48%、平均点は10点満点で5.3点となっている。サイト側による批評家の見解の要約は「ラッセル・クロウが演じるストーカーは迫力たっぷりで一見の価値がある。しかし、『アオラレ』には知性や深みが欠けており、その面白い設定を活かしきることができなかった。」となっている。また、Metacriticには36件のレビューがあり、加重平均値は40/100となっている。